# Štrigova

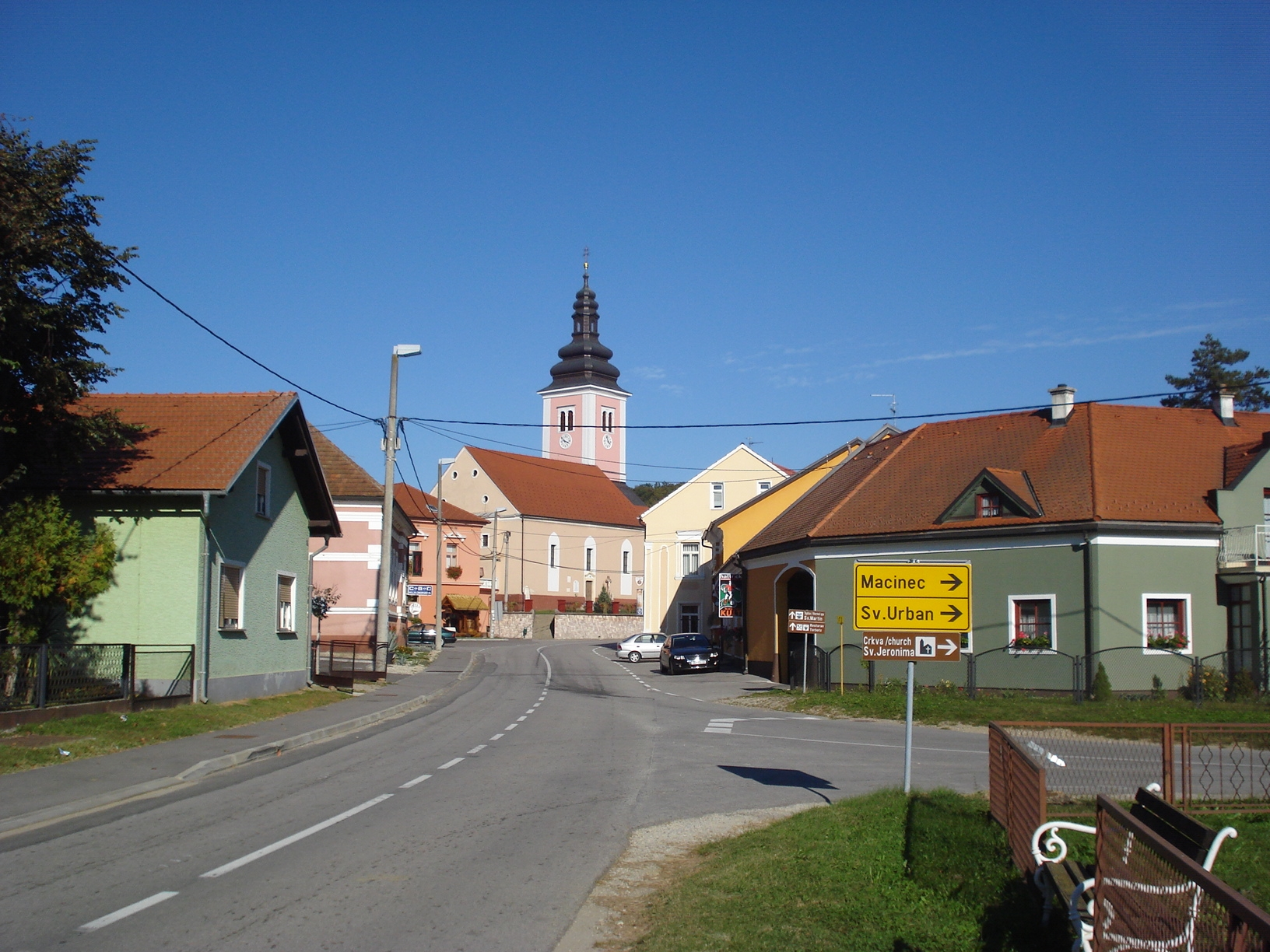
Centrum Štrigové

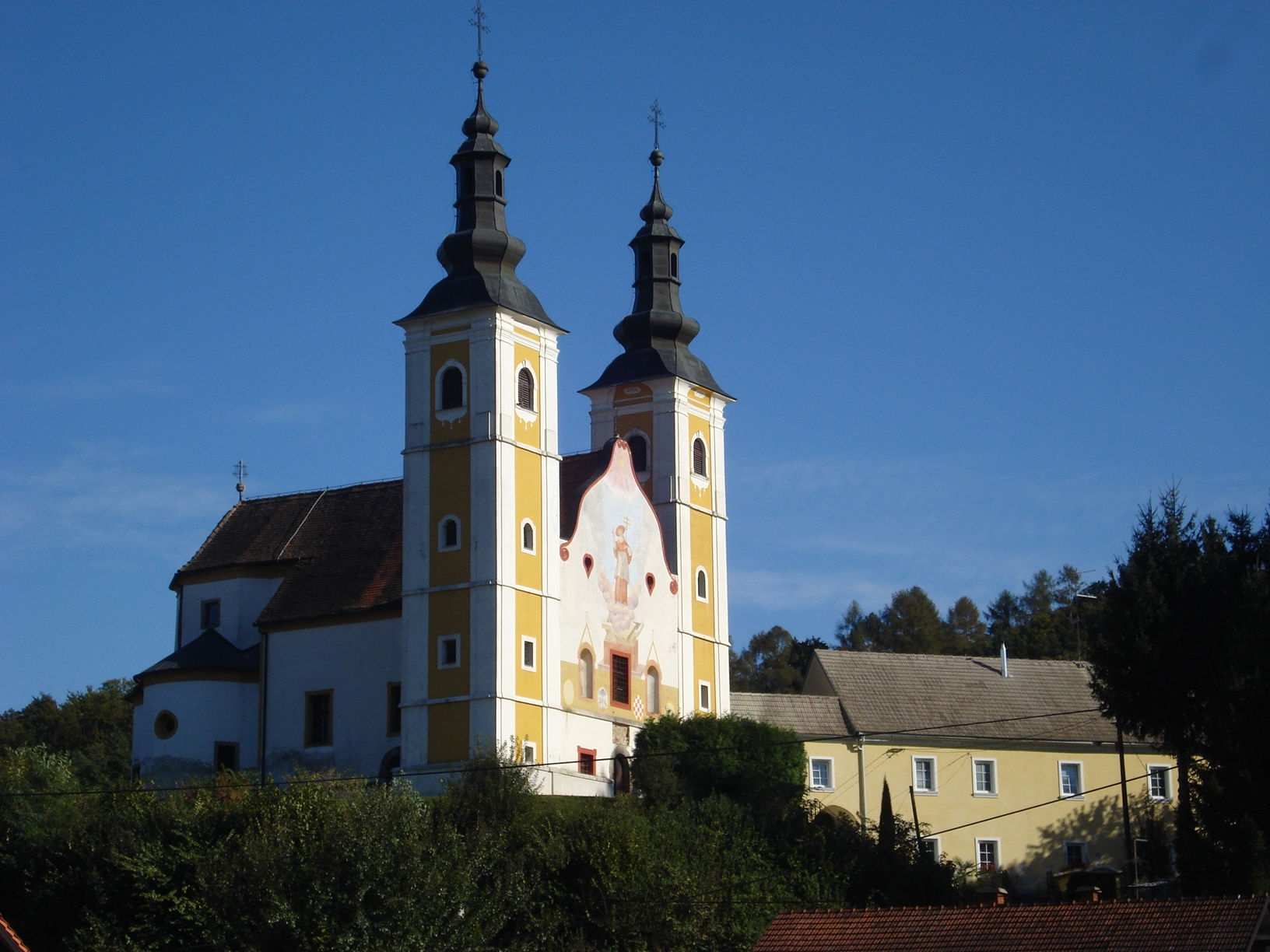
Kostel svatého Jeronýma

Štrigova (do roku 1948 Štrigovo, maďarsky Stridóvár) je vesnice a správní středisko stejnojmenné opčiny v Chorvatsku v Mezimuřské župě. Nachází se blízko slovinských hranic, asi 9 km jihovýchodně od slovinského Ljutomeru, 14 km jihozápadně od města Mursko Središće, 18 km severozápadně od Čakovce, 25 km severovýchodně od Varaždinu a asi 108 km severovýchodně od Záhřebu. Podle údajů z roku 2021 žilo v samotné vesnici 437 obyvatel, v celé opčině pak 2 374 obyvatel, přičemž počet obyvatel opčiny od roku 1948 pravidelně klesá.
Vesnice se nachází v pahorkatině Međimurske gorice, asi 3 km jihovýchodně od chorvatsko-slovinské hranice. Prochází tudy státní silnice D227. Jižně od vesnice se nachází kopec Štrigovščak vysoký 300 m. Ve Štrigové se nacházejí dva kostely, svaté Marie Magdalény a svatého Jeronýma, a kúria Fodroczy-Dunay.

## Historie
V oblasti kolem Štrigové byly nalezeny četné nálezy z dob Římské říše. Nacházelo se zde město Stridon, v němž se údajně narodil svatý Jeroným. V minulosti zde stál hrad Štrigovčak, který postavil Arnold ze šlechtického rodu Hahótů, poprvé byl zmíněn v roce 1270 jako majetek jeho syna. V roce 1328 získal hrad uherský král Karel I. Robert, poté šlechtické rody Lackfiové a Cilleové. V roce 1477 jej Matyáš Korvín daroval Janu I. Ernuštovi, velkoobchodníku a bankéři v Budíně, který později obdržel titul chorvatského bána. Po vymření rodu Ernuštů v roce 1540 přešlo panství Štrigova krátkodobě do vlastnictví rodu Keglevićů, poté jej v roce 1546 daroval král Ferdinand I. Habsburský rodu Zrinských. Zdejší hrad byl zničen během tureckých útoků, a to tak, že z něj nic nezbylo.
Osada byla poprvé písemně zmíněna v církevní vizitaci z roku 1334. Je zmíněna jako církevní a hospodářské centrum oblasti, a jako předpokládané místo narození svatého Jeronýma byly do Štrigové podnikány často náboženské poutě. Byl zde postaven kostel, který v roce 1447 papež Mikuláš V. prohlásil za poutní místo. Svatyni v roce 1644 převzali od Petra Zrinského paulíni, pod jejichž vedením začala vzkvétat. V 17. století zde byl postaven farní kostel svaté Marie Magdalény a mezi lety 1738 a 1749 proběhla stavba kostela svatého Jeronýma.
Když byl v roce 1671 popraven Petr Zrinský, všechen jeho majetek byl zkonfiskován a předán pod správu státu. To se týkalo i celého panství Štrigova. Roku 1715 jej císař Karel VI. věnoval hraběti Janu Čikulinovi, ale poté jej v roce 1719 daroval českému šlechtici Michaelu Janovi III. z Althannu jako odměnu za jeho služby. V roce 1791 koupil Štrigovou hrabě Jiří Feštetić, šlechtickému rodu Feštetićů potom patřila dalších 132 let.

## Obyvatelstvo
Naprostou většinu obyvatel (93,75 %) tvoří Chorvati, poměrně významnou národnostní menšinu (4,19 %) tvoří Slovinci, za které se považuje 116 obyvatel. Tři obyvatelé se považují za Romy, dále ve vesnici žije po dvou Maďarech, Rusech a Srbech a jeden Albánec.
Většina obyvatel (96,17 %) vyznává římskokatolické křesťanství, čtyři lidé (0,14 %) se hlásí k pravoslavné církvi, šest (0,22 %) k protestantským církvím a šest (0,22 %) k ostatním křesťanským církvím. Tři obyvatelé (0,11 %) vyznávají islám, jeden člověk (0,04 %) se řadí mezi agnostiky a skeptiky, 29 lidí (1,05 %) patří mezi ateisty, 19 obyvatel (0,69 %) se ke své víře nevyjádřilo, údaje o zbylých 38 obyvatelích jsou neznámé.

## Administrativní dělení
K opčině Štrigova patří celkem deset samostatných sídel, před rokem 1948 však v opčině bylo mnohem celkem 24 sídel. Celkem čtrnáct sídel bylo v tomto roce přičleněno k nově ustanoveným deseti samostatným vesnicím v opčině. Patřily mezi ně vesnice Ciganjšćak, Mali Slatnjak, Štrigovčak a Veliki Slatnjak (přičleněny ke Grabrovniku), Krči, Krpec, Leskovčec a Selišćak (přičleněny k Robadji) a Breg Kozlovski, Pernjak, Stanetinski Breg, Veliki Kozlovčak a Vrbovica (přičleněny k vesnici Sveti Urban).
- Banfi – 211 obyvatel
- Grabrovnik – 242 obyvatel
- Jalšovec – 110 obyvatel
- Leskovec – 85 obyvatel
- Prekopa – 227 obyvatel
- Robadje – 127 obyvatel
- Stanetinec – 174 obyvatel
- Sveti Urban – 380 obyvatel
- Štrigova – 437 obyvatel
- Železna Gora – 381 obyvatel

## Sousední vesnice
| Růžice kompasu | Banfi    |          | Jalšovec   | Růžice kompasu |
| Růžice kompasu | Robadje  | Sever    |            | Růžice kompasu |
| Růžice kompasu | Robadje  | Štrigova |            | Růžice kompasu |
| Růžice kompasu | Robadje  | Jih      |            | Růžice kompasu |
| Růžice kompasu | Leskovec |          | Grabrovnik | Růžice kompasu |